# Liga Premier de Laos
La Lao Premier League (en lao: ບານເຕະ) es la principal competencia del fútbol profesional en Laos, se disputa desde 1990 y es organizada por la Federación de Fútbol de Laos.

## Formato
La liga la componen 7 equipos, donde en un formato de todos contra todos a 2 vueltas, quien consiga más puntos será el campeón.
Los equipos de Laos no participan (excepto en la Recopa de la AFC de 1996/97) en la Copa Presidente de la AFC, la Copa AFC ni la Liga de Campeones de la AFC.

## Equipos 2016
| Club                        | Estadio                             | Capacidad |
| --------------------------- | ----------------------------------- | --------- |
| Champasak United            | Champasak Stadium                   | 12,000    |
| CSC Champa                  | Champasak Stadium                   | 12,000    |
| Eastern Star                | New Laos National Stadium           | 25,000    |
| Electricite du Laos         | Lanexang Stadium                    | 2,500     |
| Ezra                        | Lanexang Stadium                    | 2,500     |
| Lanexang United             | Lanexang Stadium                    | 2,500     |
| Lao Army                    | Army Stadium KM5                    | 1,000     |
| Lao Police                  | New Laos National Stadium           | 25,000    |
| Lao Toyota                  | Laos National Stadium               | 15,000    |
| National University of Laos | National University of Laos Stadium | 5,000     |
| Savan                       | Savannakhet Stadium                 | 15,000    |
| Saythany City               | New Laos National Stadium           | 25,000    |
| VSV United                  | Lanexang Stadium                    | 2,500     |
| Young Elephant              | New Laos National Stadium           | 25,000    |

Laos.

- La totalidad de los clubes de la ciudad de Vientián utilizan los dos estadios disponibles, el Estadio Nacional de Laos y el Nuevo Estadio Nacional de Laos.

## Palmarés
| Temporada | Campeón                                               | Subcampeón                                            |
| --------- | ----------------------------------------------------- | ----------------------------------------------------- |
| 1990      | Lao Army FC                                           |                                                       |
| 1991      | Lao Army FC                                           |                                                       |
| 1992      | Lao Army FC                                           |                                                       |
| 1993      | Savannakhet FC Lao Army FC                            |                                                       |
| 1994      | Lao Army FC                                           |                                                       |
| 1995      | Pakse FC Education Team (Vientián)                    |                                                       |
| 1996      | Lao Army FC                                           |                                                       |
| 1997      | Sayaboury FC Lao Army FC                              |                                                       |
| 1998      | Khammouan Province Team                               |                                                       |
| 1999      | Desconocido                                           |                                                       |
| 2000      | Vientiane Municipality (Juegos Nacionales)            | Champassak Province                                   |
| 2001      | Lao Bank FC                                           |                                                       |
| 2002      | Yotha FC (MCTPC FC)                                   |                                                       |
| 2003      | Yotha FC (MCTPC FC)                                   |                                                       |
| 2004      | Yotha FC (MCTPC FC)                                   | Lao-American College FC                               |
| 2005      | Vientiane FC                                          | Yotha FC (MCTPC FC)                                   |
| 2006      | Vientiane FC                                          |                                                       |
| 2007      | Lao-American College FC                               |                                                       |
| 2008      | Lao Army FC                                           |                                                       |
| 2009      | No disputado                                          | No disputado                                          |
| 2010      | Lao Bank FC                                           | Lao Police Club (MPS Police)                          |
| 2011      | Yotha FC (MPWT FC)                                    | Lao Bank FC                                           |
| 2012      | Lao Police Club                                       | Yotha FC                                              |
| 2013      | Champasak FC                                          | Hoang Anh Attapeu FC                                  |
| 2014      | Hoang Anh Attapeu FC                                  | Lao Toyota FC                                         |
| 2015      | Lao Toyota FC                                         | Lanexang United FC                                    |
| 2016      | Lanexang United FC                                    | Lao Toyota FC                                         |
| 2017      | Lao Toyota FC                                         | Lao Police Club                                       |
| 2018      | Lao Toyota FC                                         | Lao Police Club                                       |
| 2019      | Lao Toyota FC                                         | Master 7 FC                                           |
| 2020      | Lao Toyota FC                                         | Master 7 FC                                           |
| 2021      | Campeonato cancelado debido a la pandemia de COVID-19 | Campeonato cancelado debido a la pandemia de COVID-19 |
| 2022      | Young Elephants FC                                    | Master 7 FC                                           |
| 2023      | Young Elephants FC                                    | Master 7 FC                                           |
| 2024-25   | Ezra FC                                               | Young Elephants FC                                    |

## Títulos por club
| Club                     | Campeón | Años campeón                                   |
| ------------------------ | ------- | ---------------------------------------------- |
| Lao Army FC (Vientián)   | 8       | 1990, 1991, 1992, 1993, 1998, 1996, 1997, 2008 |
| Lao Toyota FC (Vientián) | 5       | 2015, 2017, 2018, 2019, 2020                   |
| Yotha FC (Vientián)      | 4       | 2002, 2003, 2004, 2011                         |
| Lao Bank FC (Vientián)   | 2       | 2001, 2010                                     |
| Vientiane FC             | 2       | 2005, 2006                                     |
| Young Elephants FC       | 2       | 2022, 2023                                     |
| Pakse FC (Pakse)         | 1       | 1995                                           |
| Khammouan Province Team  | 1       | 1998                                           |
| Lao-American College FC  | 1       | 2007                                           |
| Lao Police Club          | 1       | 2012                                           |
| Champasak FC             | 1       | 2013                                           |
| Hoang Anh Attapeu FC     | 1       | 2014                                           |
| Lanexang United FC       | 1       | 2016                                           |
| Ezra FC                  | 1       | 2025                                           |
| Savannakhet FC           | 1       | 1993                                           |
| Sayaboury FC             | 1       | 1997                                           |